# Cávado (Subregion)
Cávado ist eine portugiesische Subregion im Nordwesten des Landes, die zur Region Norte gehört. Sie hat eine Gesamtfläche von 1.246 km2, 416.652 Einwohner im Jahr 2021 und eine Bevölkerungsdichte von 351 Einwohnern pro km2. Sie ist die zweitkleinste Subregion, die sechstbevölkerungsreichste Subregion und die drittdichtest besiedelte Subregion des Landes.
Sie wurde 2008 gegründet und besteht aus sechs Kreisen und 170 Gemeinden und grenzt im Norden an die Subregion Alto Minho, im Osten an den Alto Tâmega, im Süden an Ave und an die Metropolregion Porto und im Westen an den Atlantischen Ozean. Die Stadt Braga ist die Hauptstadt bzw. Verwaltungsstadt der Subregion und der wichtigste städtische Kern. Mit 144.362 Einwohnern im Stadtgebiet und 193.349 Einwohnern in der gesamten Gemeinde ist sie die größte Stadt und der größte Kreis in der Subregion.

## Kreise
Cávado setzt sich aus den folgenden sechs Kreisen zusammen:
- Amares
- Barcelos
- Braga
- Esposende
- Póvoa de Lanhoso
- Terras de Bouro
- Vila Verde

## Demografie

### Einwohner
Bei der Volkszählung 2021 wurden 416.652 Einwohner registriert, was einer Bevölkerungsdichte von 351 Einwohnern pro km2 entspricht. Die drei größten Kreise der Subregion sind Braga mit 193.333 Einwohnern, wo 46,5 % der Bevölkerung wohnt, gefolgt von Barcelos mit 116.777 Einwohnern, wo 28 % der Bevölkerung wohnt, und Vila Verde mit 46.474 Einwohnern, wo 11 % der Bevölkerung der Subregion wohnen.
| Kreis           | Einwohner (2021) | Einwohner (2021) | Einwohner (2021) |
| Kreis           | Einwohner        | Dichte           | % Total          |
| --------------- | ---------------- | ---------------- | ---------------- |
| Braga           | 193.349          | 1.054            | 46,5 %           |
| Barcelos        | 116.766          | 308              | 28 %             |
| Vila Verde      | 46.446           | 203              | 11 %             |
| Esposende       | 35.138           | 368              | 8,5 %            |
| Amares          | 18.591           | 227              | 4,5 %            |
| Terras de Bouro | 6.359            | 23               | 1,5 %            |
| Cávado          | 416.652          | 351              | –                |

### Städte
Die Volkszählung 2021 zeigt, dass die Zahl aller Menschen in der Subregion, die in einer offiziellen Stadt wohnen, auf 171.403 gestiegen ist. Zehn Jahre zuvor lag die entsprechende Einwohnerzahl bei 157.120. Alle drei Städte haben einen Anstieg verzeichnet.
| Einwohnerzahl aller 3 Städte der Subregion Cávado | Einwohnerzahl aller 3 Städte der Subregion Cávado | Einwohnerzahl aller 3 Städte der Subregion Cávado | Einwohnerzahl aller 3 Städte der Subregion Cávado | Einwohnerzahl aller 3 Städte der Subregion Cávado |
| Stadt                                             | Einwohner                                         | Einwohner                                         | Fläche in km2                                     | Bevölkerungs- dichte pro km2                      |
| Stadt                                             | 2011                                              | 2021                                              | Fläche in km2                                     | Bevölkerungs- dichte pro km2                      |
| ------------------------------------------------- | ------------------------------------------------- | ------------------------------------------------- | ------------------------------------------------- | ------------------------------------------------- |
| Braga                                             | 131.637                                           | 144.362                                           | 61,38 km2                                         | 2351                                              |
| Barcelos                                          | 14.372                                            | 14.774                                            | 15,19 km2                                         | 972                                               |
| Esposende                                         | 11.111                                            | 12.267                                            | 17,31 km2                                         | 708                                               |
| Alle Städte der Subregion Cávado                  | 157.120                                           | 171.403                                           | 93,88 km2                                         | 1343                                              |

### Jugendliche
Der Anteil junger Menschen in Cávado liegt mit 13,3 % über dem Durchschnitt der Region Norden (12,5 %) und unter dem nationalen Durchschnitt von 13,5 %. Esposende und Braga sind die Kreise, in denen der Anteil junger Menschen mit 13,9 % und 14,1 % über dem Durchschnitt von Cávado liegt.

### Senioren
Die Volkszählung 2021 zeigt, dass 18,2 % der Einwohner von Cávado ältere Menschen sind, was unter dem regionalen Durchschnitt der Region Norden (21,2 %) und über dem nationalen Durchschnitt von 22,3 % liegt. In Braga und Esposende liegt der Anteil der älteren Menschen mit 17,4 % bzw. 17,9 % unter dem Durchschnitt von Cávado.

### Migranten
3,7 % der Wohnbevölkerung in Cávado sind Migranten, was über dem regionalen Durchschnitt de Region Norden mit 2,5 % und unter dem nationalen Durchschnitt mit 6,4 % liegt. Der Kreis Braga verzeichnete einen Prozentsatz von 6,4 %, was über dem Durchschnitt von Cávado, der Region, und des Landes liegt.

## Wirtschaft

### Wichtigsten Arbeitgeberbereiche
Der Sektor mit den meisten Beschäftigten ist das verarbeitende Gewerbe mit 29,7 % aller Beschäftigten in Cávado, gefolgt vom Handel mit 17,1 %, dem Baugewerbe mit 15 % und den Verwaltungstätigkeiten mit 6,1 %.

### Arbeitslosigkeit
Nach den Daten der Volkszählung von 2021 lag die Arbeitslosenquote im Jahr 2020 bei 4,7 % und damit 1,5 % unter dem Durchschnitt der Region Norden, der 6,2 % betrug, und 1,1 % unter dem nationalen Durchschnitt, der 5,8 % betrug. In den Kreisen Amares (4,9 %), Braga (5,8 %) und Terras de Bouro (7,6 %) lag die Arbeitslosenquote über dem Durchschnitt von Cávado.

### Kaufkraft
Die Kaufkraft in Cávado lag bei 91,7 und damit leicht unter dem regionalen Durchschnitt mit 93 und Portugals mit 100. Nur der Kreis Braga übertraf, mit 108,8 die durchschnittliche regionale und nationale Kaufkraft von Cávado.

### Löhne
Der durchschnittliche monatliche Verdienst in Cávado lag 2019 bei 1.044,50 € und damit unter dem Durchschnitt von 1.100,40 € in der Region Norden und unter dem nationalen Durchschnitt von 1.206,30 €. Nur der Kreis Braga übertraf den durchschnittlichen Monatsverdienst von Cávado und den regionalen Durchschnitt mit 1.145,80 €.

## Infrastrukturen

### Autobahnen
Cávado wird von drei Autobahnen bedient:
| Autobahn | Bezeichnung                | Betreiber   | Strecke in Cávado            | Regime | Km in Cávado | Total Km |
| -------- | -------------------------- | ----------- | ---------------------------- | ------ | ------------ | -------- |
| A3       | Minho-Autobahn             | Brisa, IP   | Braga–Barcelos               | Beides | 21,6 km      | 112 km   |
| A11      | Untere Minhoautobahn       | Ascendi     | Esposende–Barcelos–Braga     | Maut   | 34,6 km      | 70,6 km  |
| A28      | Küstenautobahn des Nordens | Ascendi, IP | Esposende Nord–Esposende Süd | Beides | 16 km        | 94,1 km  |

### Flugplatz
Cávado verfügt über einen Flugplatz nördlich der Stadt Braga.

### Eisenbahn
Die Linha de Braga, oder Ramal de Braga, verbindet das Zentrum von Porto mit dem Zentrum von Braga, welche von der CP Urbanos do Porto, den S-Bahnen der Metropolregion Porto, im Stundentakt, im Halbstundentakt und umgekehrt bedient wird. Entlang der Strecke gibt es zahlreiche Bahnhöfe und Haltestellen, an denen die Bevölkerung von den S-Bahnen bedient wird. Braga wird auch von Intercity-Zügen und Alfa Pendular angefahren, die im Zweistundentakt Braga mit Porto verbinden, mit einer Fahrzeit, die auf die der S-Bahnen reduziert ist, sowie mit Aveiro, Coimbra, Lissabon und Faro.
Die Linha do Minho verbindet das Zentrum von Porto mit Viana do Castelo und Valença, beides Kreise der Unterregion Alto Minho. Die Linie wird von zwei regionalen Verbindungen bedient: Valença-Viana do Castelo und Viana do Castelo-Nine. Alle Verbindungen werden von der CP Regional betrieben und haben eine Frequenz von mehreren täglichen Verbindungen. Es gibt auch interregionale Verbindungen, die ebenfalls von der CP betrieben werden und die Verbindung von Figueira da Foz, über Porto und Viana do Castelo, nach Valença herstellen.

### Krankenhäuser
In Cávado gibt es zehn Krankenhäuser, von denen drei öffentlich sind. Die übrigen sieben Krankenhäuser sind privat oder öffentlich-privat. Von den zehn Krankenhäusern befinden sich ein öffentliches und drei private in Braga, ein öffentliches und zwei private in Barcelos, ein öffentliches in Esposende, ein öffentliches in Vila Verde und ein privates in Póvoa de Lanhoso.

### Bildung
Es gibt 250 Kindergärten, 189 Grundschulen, 45 Sekundarschulen, 61 Realschulen und 32 Gymnasien. Außerdem gibt es zehn Hochschulen, darunter die Universität von Minho, und mehrere polytechnische Schulen.